# Johann Caspar Karcher
Johann Caspar Karcher (* 21. Mai 1738 in Saarbrücken; † 13. Januar 1826 ebenda) war ein deutscher Kaufmann aus Saarbrücken. 

## Leben
Johann Caspar Karcher war der Sohn des Kaufmanns Hans Caspar Karcher und Catharina Elisabeth Mühlhaus. Verheiratet war er mit Sophia Elisabetha Karcher. Das Paar hatte fünf Kinder. Er erwarb am 3. April 1806 den Forbacher Hof, der von der französischen Administration versteigert wurde. 1821 ließ er dort ein Herrenhaus errichten. Zunächst als Sommersitz genutzt, wurde das Hofgut seinem Sohn Philipp Heinrich Karcher als Wohnsitz überlassen. Danach verblieb es zwei weitere Generationen im Familienbesitz. Paul Karcher, der letzte Besitzer benannte das Hofgut dann in „Haus Furpach“ um. Er verkaufte das Gut an die Stadt Neunkirchen, die auf dem Gelände während der Zeit des Nationalsozialismus eine Großsiedlung aufbaute, die heute als Furpach bekannt ist.
Im Neunkircher Stadtteil wird auf vielfältige Weise an die Familie Karcher erinnert. So wurde der Familie eine Straße, die Karcherstraße gewidmet. Der Gemeindesaal auf dem Gelände des ehemaligen Gutshofes heißt heute Karchersaal.